# راكيل زايمرمان
راكيل زايمرمان (بالبرتغالية: Raquel Zimmermann‏) وهي عارضة أزياء برازيلية ولدت في يوم 6 مايو 1983 في قرية بوم ريتيرو دو سول في ولاية ريو غراندي دو سول في البرازيل، ظهرت في كليب أغنية لايدي جاجا هكذا ولدت راكيل هي من أصل ألماني برازيلي.

## روابط خارجية
- راكيل زايمرمان على موقع IMDb (الإنجليزية)
- راكيل زايمرمان على موقع قاعدة بيانات الفيلم (الإنجليزية)
- راكيل زايمرمان على موقع دليل عارضات الأزياء (الإنجليزية)